# Миколаївка (Ізмаїльський район)
Микола́ївка — село Кілійської міської громади у Ізмаїльському районі Одеської області в Україні. Населення становить 89 осіб.

## Географія
На південно-західній стороні від села балка Вале Козей впадає у річку Нерушай.

## Населення
Згідно з переписом 1989 року населення села становило 134 особи, з яких 59 чоловіків та 75 жінок.
За переписом населення 2001 року в селі мешкало 85 осіб.

### Мова
Розподіл населення за рідною мовою за даними перепису 2001 року:
| Мова       | Відсоток |
| ---------- | -------- |
| українська | 53,93 %  |
| російська  | 29,21 %  |
| румунська  | 15,73 %  |
| болгарська | 1,12 %   |